# Цыбовка (Харьковская область)
Цыбовка (укр. Цибівка) — село,
Просянский сельский совет,
Купянский район,
Харьковская область, Украина.
Код КОАТУУ — 6323786213. Население по переписи 2001 года составляет 30 (16/14 м/ж) человек.

## Географическое положение
Село Цыбовка находится на расстоянии в 2 км от сёл Просянка, Николаевка Первая и Курочкино.
Рядом проходит железная дорога, ближайшие станции Гусинка и Платформа 120 км.

## История
- 1798 — дата основания.